# 門羅 (阿肯色州)
門羅（英語：Monroe）是位於美國阿肯色州李縣的一個非建制地區。該地的面積和人口皆未知。

## 地理
門羅的座標為34°44′05″N 91°06′16″W / 34.73472°N 91.10444°W，而該地的平均海拔高度為57米（即187英尺）。